# آسیاب‌آبی فارغان
آسیاب آبی فارغان مربوط به دوره قاجار است و در شهرستان حاجی‌آباد، بخش فارغان، روستای فارغان واقع شده و این اثر در تاریخ ۲۴ اسفند ۱۳۸۳ با شمارهٔ ثبت ۱۱۴۷۰ به‌عنوان یکی از آثار ملی ایران به ثبت رسیده است.